# Чан Яни
Чан Яни (кит. трад. 昌雅妮, пиньинь Chāng Yǎnī; род. 7 декабря 2001, Сяньтао, Хубэй) — китайская прыгунья в воду. Олимпийская чемпионка 2024 года, пятикратная чемпионка мира. Двукратная чемпионка летних азиатских игр 2018 и 2022 годов.

## Спортивная карьера
На чемпионате мира по прыжкам в воду 2017 года Чан вместе с Ши Тинмао завоевали золотую медаль в синхронных прыжках с трёхметрового трамплина.
В 2018 года Чэнь завоевала золотую медаль на Азиатских играх в синхронных прыжках с трёхметрового трамплина.
На чемпионате мира по водным видам спорта 2022 года в Будапеште Яни завоевала золотую медаль по прыжкам с трёхметрового трамплина.
В 2023 году на Азиатских играх 2022 года в Ханчжоу Чан завоевала две медали: серебряную в индивидуальных прыжках с трамплина и золотую в синхронных прыжках с 3-метрового трамплина.
На летних Олимпийских играх 2024 года Чан стала олимпийской чемпионкой, завоевав золото в синхронных прыжках с трамплина. В индивидуальных прыжках с трехметрового трамплина была третьей.